# Cospa
Cospa (コスパ, Kosupa) is een Japans kledingbedrijf dat zich richt op cosplaykostuums en andere kleding voor cosplayers. Het bedrijf begon in mei 1995 als een  dochteronderneming van Broccoli. De naam Cospa komt van een acroniem voor "Contents Communication Service Partner (コンテンツ・コミュニケーション・パートナー, Kontentsu Komyunikēshon Pātonā).